# Iglesia de El Salvador (Burgos)
La iglesia parroquial de El Salvador es un templo católico levantado en el siglo XX en Burgos (Castilla y León, España). 
El templo está situado en la avenida de la Constitución Española nº 66, en el barrio de Capiscol. Desde la plaza de España, el centro de la ciudad, se puede tomar el autobús de La Ventilla o el de Castañares (trayecto de unos 15 minutos de duración).
La construcción de la iglesia finalizó en 1964 y, hasta que la parroquia quedó constituida en 1969, fue atendida por el titular de la parroquia de Nuestra Señora La Real y Antigua de Gamonal.
Desde la creación de la parroquia hasta el año 2000, estuvo regida por D. Alejandro Céspedes Resines (Medina de Pomar, 1933 - Burgos, 2010), que impulsó en el barrio de Capiscol la enseñanza de la dulzaina (siendo éste el origen de la Escuela Municipal de Dulzaina, que se encuentra en el barrio).

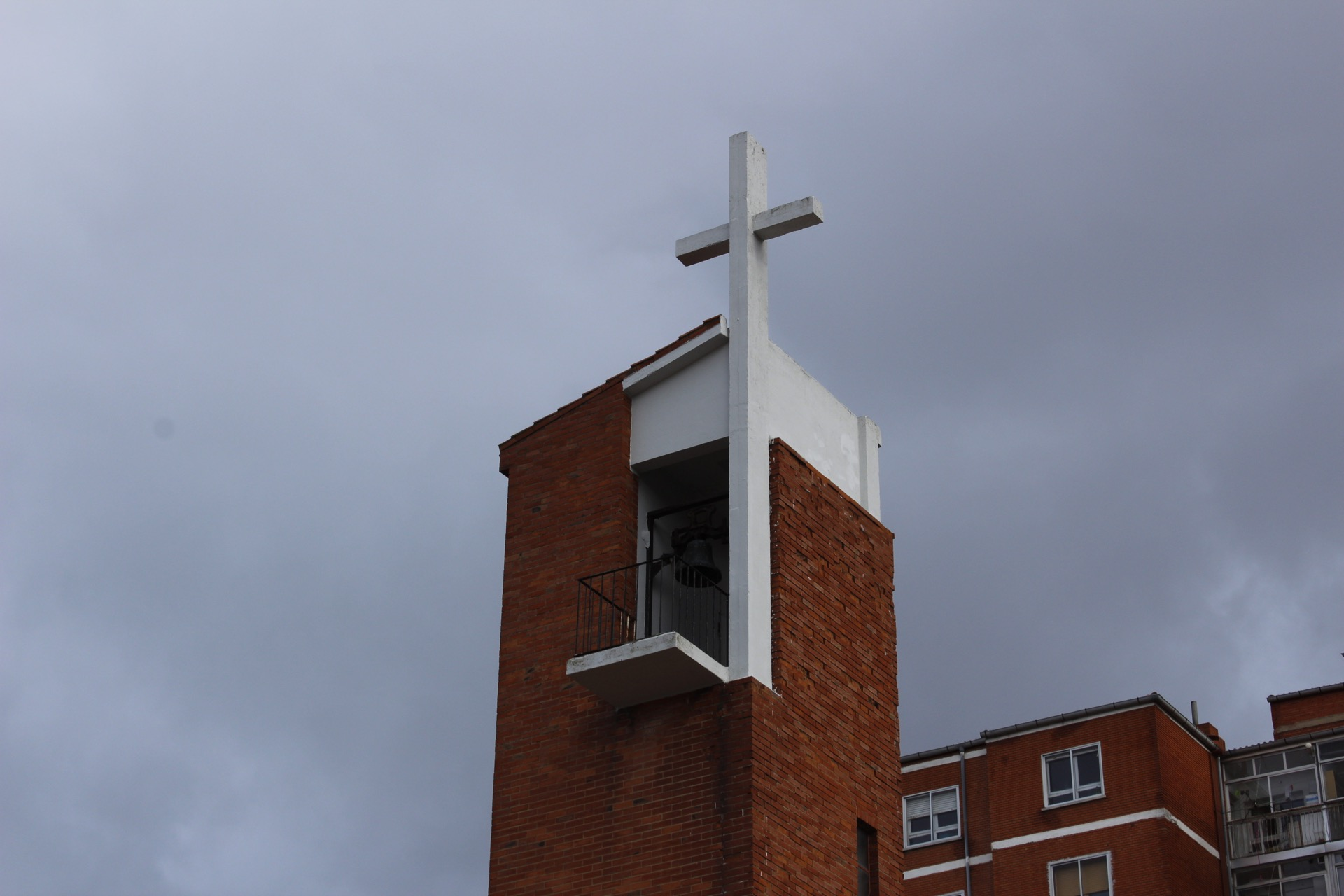
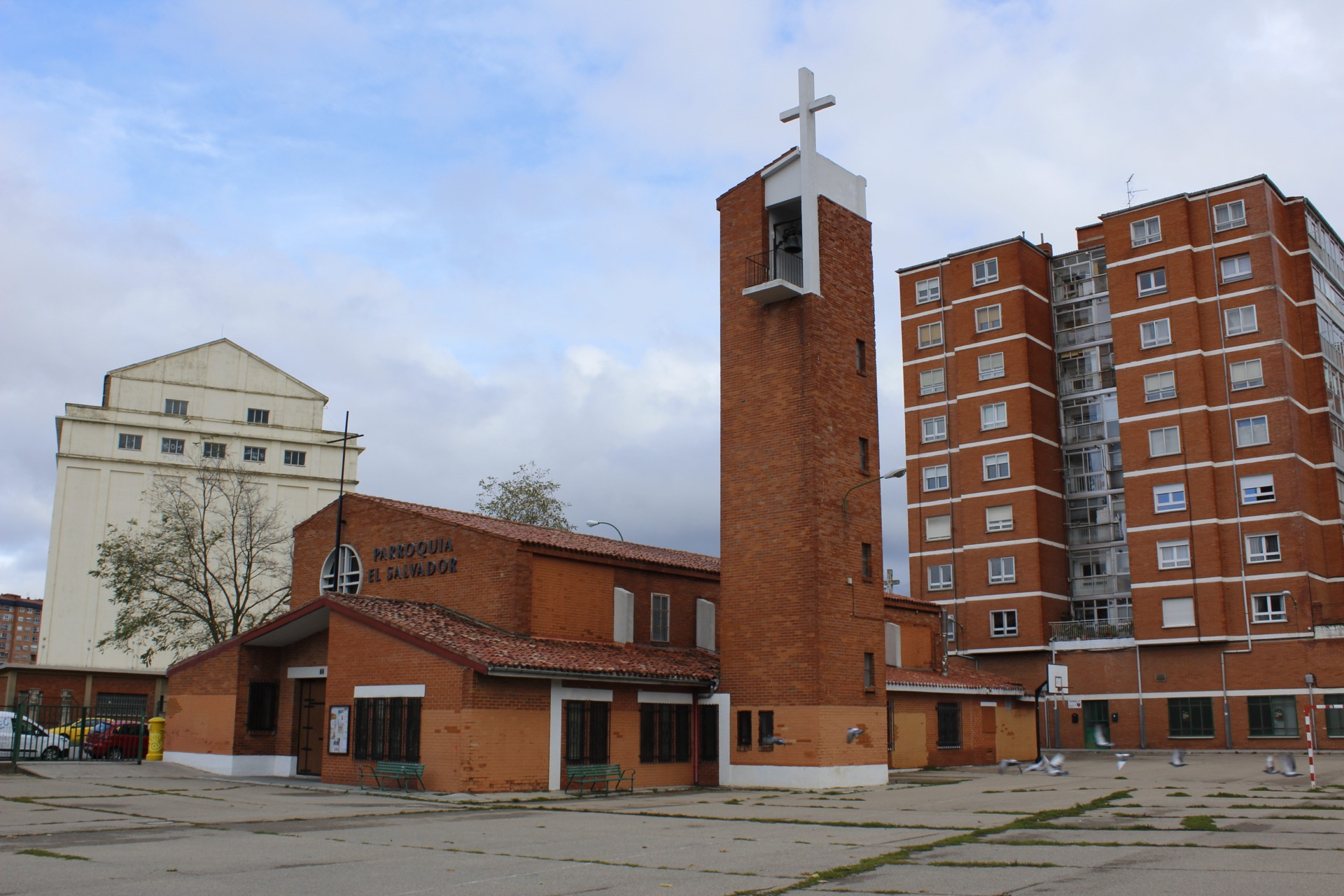
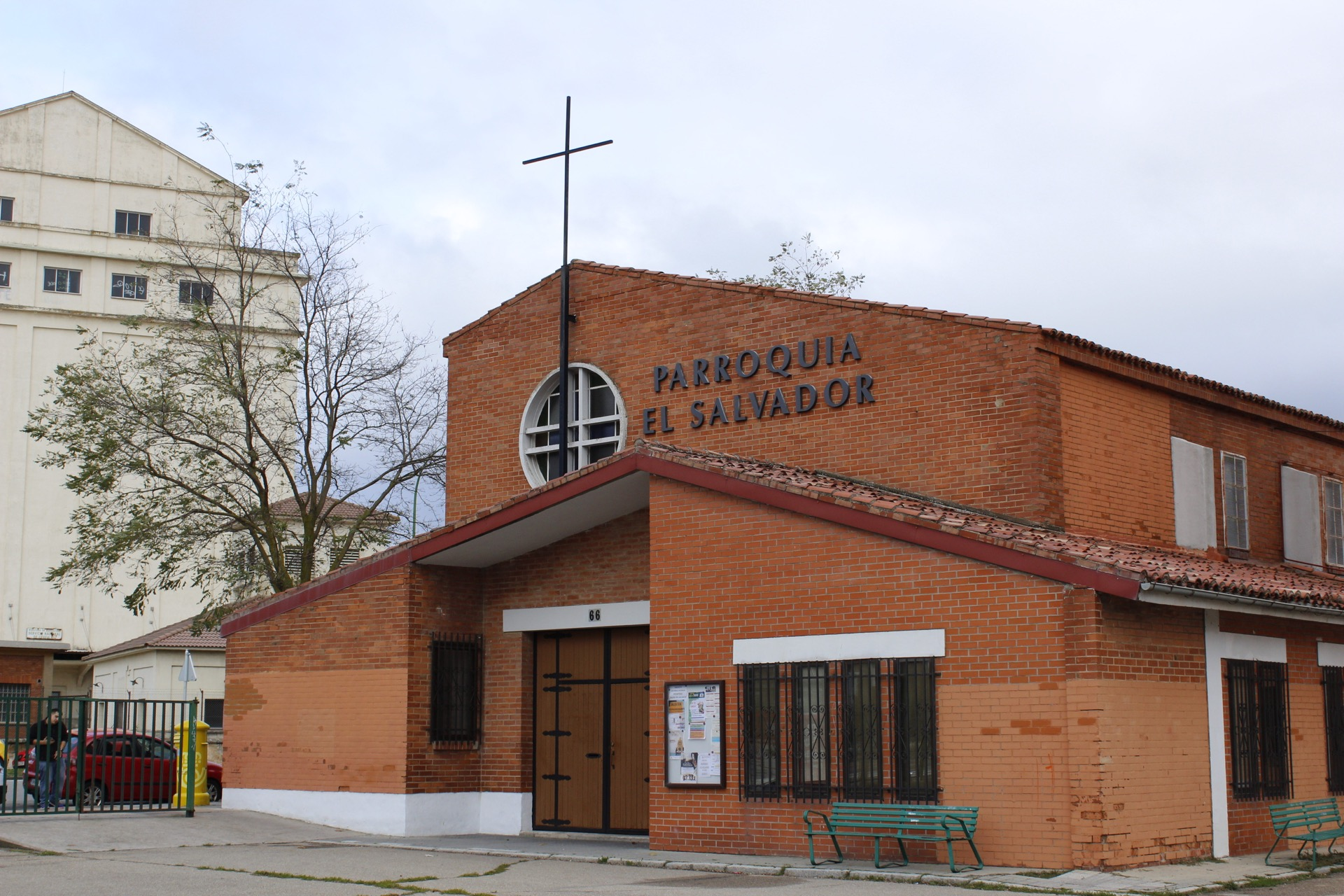